# Василь Ситник
Василь Ситник (англ. Wasyl Sytnyk; 28 квітня 1907, Іванків, Борщівський повіт, Австро-Угорщина — 2000, Канада) — канадський громадський діяч українського походження. Президент Українського кооперативного союзу в Торонто (1944—1979), Української кооперативної ради (1970—1980), Української світової кооперативної ради (1973—1978) та ряду інших кооперативних і кредитних установ.

## Життєпис
Народився 28 квітня 1907 року у селі Іванків Борщівського повіту коронного краю Королівство Галичини та Володимирії. Коли йому було близько двох років, сім'я переїхала до Тернополя. Тут закінчив гімназію і навчався в університеті.
У 1930 році емігрував до Канади. Жив спочатку у Вінніпезі. Вступив у ряди стрілецької громади та УНО. З 1931 року вже перебував у Торонто.
1944 року обрано президентом новоствореного Українського кооперативного союзу. Керував ним 35 років і у 1979 році склав повноваження, залишаючись членом Правління. Після виходу з Правління у 1987 році був призначений почесним директором.
Помер у 2000 році.

## Сім'я
- Дружина — Ганна Кравець.